# لری ممسنی
"لری ممسنی" (به لری:لرٚی مَمَسَنی) یکی از گویش‌های زبان لری است که در میان لرهای ممسنی متداول است. این گویش در دسته گویش‌های جنوبی لری قرار می‌گیرد.